# (10103) Jungfrun
(10103) Jungfrun es un asteroide que forma parte del cinturón de asteroides y fue descubierto el 29 de febrero de 1992 por el equipo del Uppsala-ESO Survey of Asteroids and Comets desde el Observatorio de La Silla, Chile.

## Designación y nombre
Jungfrun recibió al principio la designación de 1992 DB9.
Más tarde, en 2001, se nombró por el parque natural sueco de la isla de Blå Jungfrun.

## Características orbitales
Jungfrun orbita a una distancia media del Sol de 2,402 ua, pudiendo acercarse hasta 2,148 ua y alejarse hasta 2,656 ua. Tiene una excentricidad de 0,1056 y una inclinación orbital de 7,318 grados. Emplea 1360 días en completar una órbita alrededor del Sol. El movimiento de Jungfrun sobre el fondo estelar es de 0,2647 grados por día.

## Características físicas
La magnitud absoluta de Jungfrun es 14.